# Роллинз, Кенни
Кеннет Херман «Кенни» Роллинз (англ. Kenneth Herman "Kenny" Rollins; 14 сентября 1923, Чарлстон, штат Миссури, США — 9 октября 2012, Гринкасл, штат Индиана, США) — американский профессиональный баскетболист, запомнившийся своими выступлениями на студенческом уровне в составе «Великолепной пятёрки» из «Кентукки Уайлдкэтс». Играл в Национальной баскетбольной ассоциации за клубы «Чикаго Стэгс» и «Бостон Селтикс». Чемпион Летних Олимпийских игр 1948 года в Лондоне. Его младший брат Фил Роллинз также выступал в НБА (1958—1961).

## Ранние годы
Кенни Роллинз родился 14 сентября 1923 года в городе Чарлстон (штат Миссури), учился в средней школе Уиклифф из одноимённого города (штат Кентукки), в которой играл за местную баскетбольную команду.

## Студенческая карьера
В 1948 году закончил Кентуккийский университет, где в течение трёх с перерывом лет играл за баскетбольную команду «Кентукки Уайлдкэтс», в которой провёл успешную карьеру под руководством тренера, члена Зала славы баскетбола, Адольфа Раппа, набрав в 98 играх 684 очков (в среднем 7,0 за игру). При Роллинзе «Дикие коты» два года подряд выигрывали регулярный чемпионат и турнир Юго-Восточной конференции (1947—1948), а также один раз выходили в плей-офф студенческого чемпионата США (1948).
В сезоне 1947/1948 годов «Кентукки Уайлдкэтс» стали чемпионами Национальной ассоциации студенческого спорта (NCAA), в котором Кенни Роллинз был капитаном команды. 19 марта 1948 года они вышли в финал четырёх турнира NCAA (англ. Final Four), где сначала в полуфинальном матче, 20 марта, обыграли команду Джорджа Кафтана и Боба Коузи «Холи-Кросс Крузейдерс» со счётом 60—52, в котором Роллинз стал четвёртым по результативности игроком своей команды, набрав 8 очков, а затем в финальной игре, 23 марта, разгромили команду Джеки Робинсона и Рэда Оуэнса «Бэйлор Бирс» со счётом 58—42, в которой Кенни стал третьим по результативности игроком своей команды, набрав 9 очков.
Кроме того в 1946 году баскетболисты «Кентукки Уайлдкэтс» стали чемпионами Национального пригласительного турнира (NIT), обыграв в финальном матче в упорной борьбе команду Род-Айлендского университета «Род-Айленд Рэмс» со счётом 46—45, а в 1947 году — вице-чемпионами этого же турнира, проиграв в финальном матче в упорной борьбе команде университета Юты «Юта Ютес» со счётом 45—49. В двух последних сезонах в составе «Уайлдкэтс» Кенни включался в 1-ю сборную всех звёзд Юго-Восточной конференции. Свитер с номером 26, под которым Роллинз выступал за «Кентукки Уайлдкэтс», был изъят из обращения и вывешен под сводами «Рапп-арены», баскетбольной площадки, на которой «Дикие коты» проводят свои домашние матчи.

## Профессиональная карьера
Играл на позиции разыгрывающего защитника. В 1948 году Кенни Роллинз был выбран на драфте БАА под 47-м номером командой «Форт-Уэйн Пистонс», выступавшей в Баскетбольной ассоциации Америки (БАА), но, не проведя в её составе ни одного матча, был продан в клуб «Чикаго Стэгс». Позже выступал за команды «Луисвилл Алумнайтс» (НПБЛ) и «Бостон Селтикс» (НБА). Всего в НБА провёл 2 сезона, а в БАА и НПБЛ — по 1 сезону. Всего за карьеру в БАА/НБА сыграл 168 игр, в которых набрал 817 очков (в среднем 4,9 за игру), сделал 45 подборов и 344 передачи.

## Карьера в сборной
В 1948 году Кенни Роллинз стал в составе сборной США олимпийским чемпионом Летних Олимпийских игр в Лондоне, костяк которой составляли баскетболисты так называемой «Великолепной пятёрки» из «Кентукки Уайлдкэтс», а также игроки команды «Филлипс 66» из Любительского спортивного объединения (AAU).

## Семья и смерть
Во время Второй мировой войны, когда он служил в Военно-морских силах США, ему пришлось на три года прервать свою учёбу в университете (1943—1946). Кенни Роллинз скончался во вторник, 9 октября 2012 года, на 90-м году жизни в городе Гринкасл (штат Индиана).

## Статистика

### Статистика в НБА
| Сезон                                                                                    | Команда      | Регулярный сезон | Регулярный сезон | Регулярный сезон | Регулярный сезон | Регулярный сезон | Регулярный сезон | Регулярный сезон | Регулярный сезон | Регулярный сезон | Регулярный сезон | Регулярный сезон | Серия плей-офф | Серия плей-офф | Серия плей-офф | Серия плей-офф | Серия плей-офф | Серия плей-офф | Серия плей-офф | Серия плей-офф | Серия плей-офф | Серия плей-офф | Серия плей-офф |
| Сезон                                                                                    | Команда      | GP               | GS               | MPG              | FG%              | 3P%              | FT%              | RPG              | APG              | SPG              | BPG              | PPG              | GP             | GS             | MPG            | FG%            | 3P%            | FT%            | RPG            | APG            | SPG            | BPG            | PPG            |
| ---------------------------------------------------------------------------------------- | ------------ | ---------------- | ---------------- | ---------------- | ---------------- | ---------------- | ---------------- | ---------------- | ---------------- | ---------------- | ---------------- | ---------------- | -------------- | -------------- | -------------- | -------------- | -------------- | -------------- | -------------- | -------------- | -------------- | -------------- | -------------- |
| 1948/49                                                                                  | Чикаго Стэгс | 59               |                  |                  | 27,7             |                  | 74,0             | 0,0              | 2,8              |                  |                  | 6,2              | 2              |                |                | 0,0            |                | -              | 0,0            | 1,0            |                |                | 0,0            |
| 1949/50                                                                                  | Чикаго Стэгс | 66               |                  |                  | 34,2             |                  | 74,2             | 0,0              | 2,0              |                  |                  | 5,4              | 2              |                |                | 0,0            |                | -              | 0,0            | 0,0            |                |                | 0,0            |
| 1952/53                                                                                  | Бостон       | 43               |                  | 9,9              | 33,0             |                  | 81,5             | 1,0              | 1,1              |                  |                  | 2,3              | 6              |                | 10,8           | 40,0           |                | 100,0          | 1,3            | 1,2            |                |                | 3,3            |
|                                                                                          | Всего        | 168              |                  | 9,9              | 30,9             |                  | 75,0             | 0,3              | 2,0              |                  |                  | 4,9              | 10             |                | 10,8           | 25,0           |                | 100,0          | 0,8            | 0,9            |                |                | 2,0            |
| Наведите курсор мыши на аббревиатуры в заголовке таблицы, чтобы прочесть их расшифровку. |              |                  |                  |                  |                  |                  |                  |                  |                  |                  |                  |                  |                |                |                |                |                |                |                |                |                |                |                |